# Borngasse 34 (Braunfels)

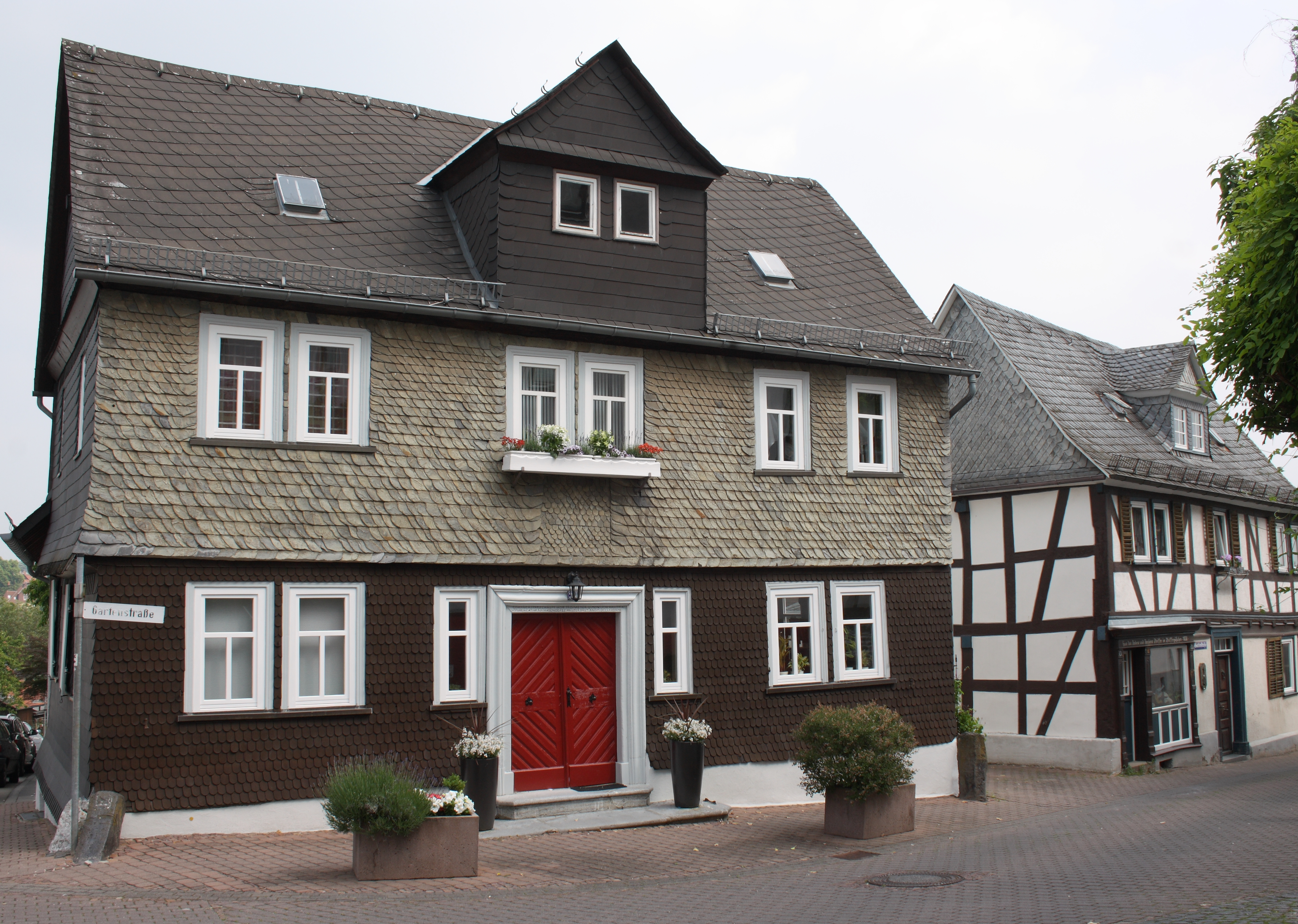
Haus Borngasse 34 in Braunfels

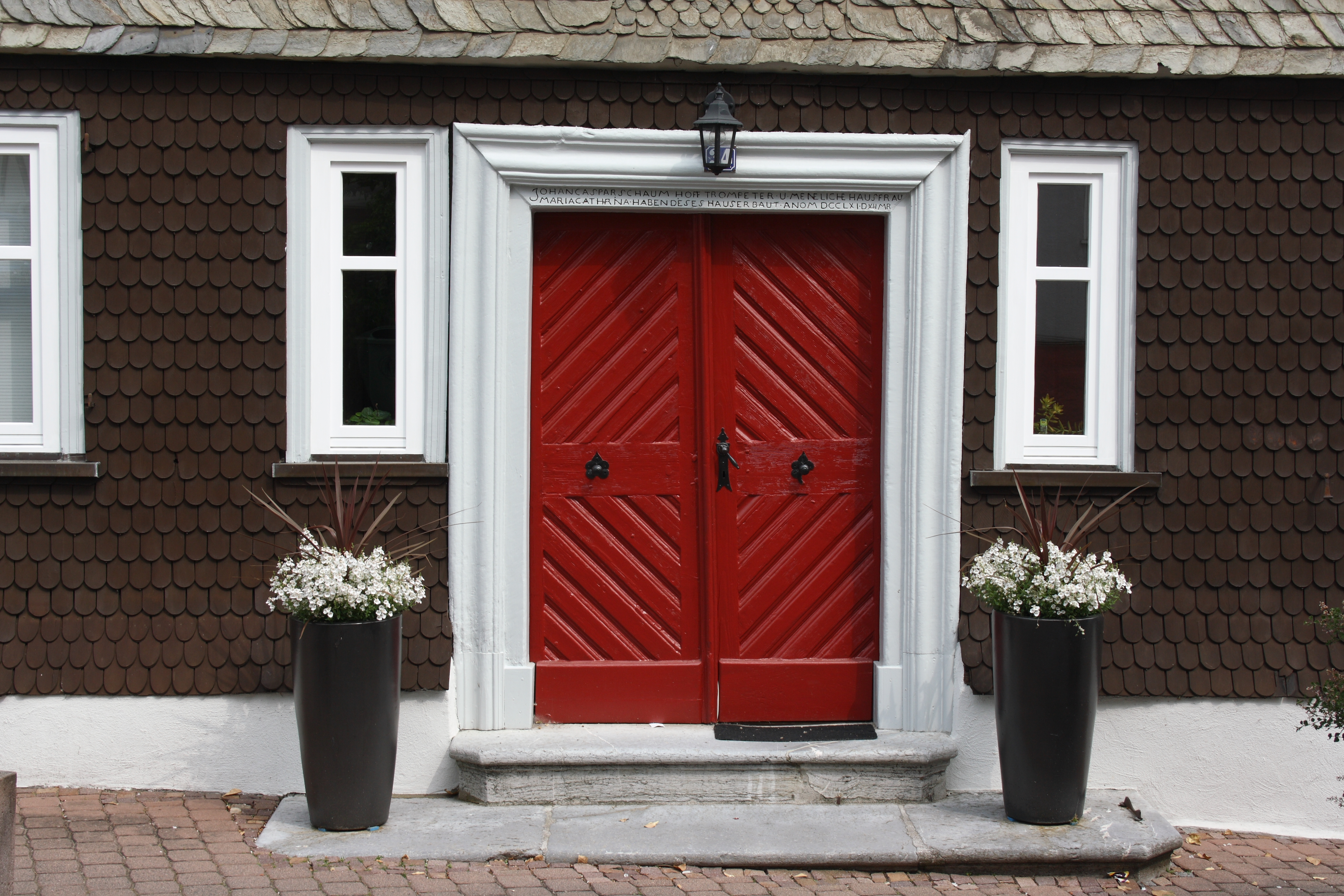
Portal

Das Gebäude Borngasse 34 in Braunfels, einer Stadt im Lahn-Dill-Kreis in Hessen, wurde 1761 errichtet. Das Haus ist ein geschütztes Baudenkmal.

## Beschreibung
Das Fachwerkhaus steht an einer platzartigen Erweiterung, der Einmündung der Gartenstraße zur Borngasse. Eine Inschrift vermerkt, dass es 1761 für den Hoftrompeter Johann Caspar Schaum und dessen Frau Maria Catharina erbaut wurde. Es gilt als Geburtshaus des Braunfelser Archivrates Jacob Karl Schaum. 
Der verschieferte und verschindelte Bau mit gekuppelten Fenstern steht mit der Traufe zur Straße. Mittig auf dem Dach sitzt ein Zwerchhaus, ebenfalls mit einem gekuppelten Fenster. Das Portal besitzt eine profilierte Türrahmung mit Inschrift auf dem Türsturz. 